# Novella del giocatore di scacchi
I due pannelli dipinti a tempera che compongono la Novella del giocatore di scacchi (noti anche come The Chess Players, Chess Game e Scene from a Novella) sono opera di Liberale da Verona, databili circa 1475 e si trovano al Metropolitan Museum of Art di New York.

## Descrizione
Queste due tavole, dipinte a tempera, furono realizzate per decorare la parte frontale di un cassone nuziale. Arrivarono al MET in epoche successive e provenienti da due diverse collezioni: la scena del corteggiamento nel 1943 e la scena della partita a scacchi nel 1986. Secondo le relative schede, pubblicate dal MET sul suo sito internet, i due dipinti sono databili tra il 1467 e il 1476 e rappresentano, in modo simbolico, una novella non identificata di epoca rinascimentale. La simbologia, confrontata con quella di altre opere d'arte rinascimentali di soggetto analogo, in particolare con la Partita a scacchi dipinta da Giulio Campi intorno al 1535, fanno invece pensare ad una rappresentazione simbolica strettamente legata ad un matrimonio. Affidare ad un artista noto la pittura di un cassone nuziale non era cosa inconsueta. La mancanza di stemmi indica che i due sposi appartenevano alla ricca borghesia e non alla nobiltà.
La prima scena si svolge all'aperto. Il giovane pretendente, seduto in strada in primo piano e attorniato dai suoi compagni e confidenti, dialoga con la ragazza che è affacciata al balcone della sua casa paterna. Il ragazzo allarga le braccia, in segno di accoglienza e di disponibilità. La gestualità della giovane è più complessa: con la mano destra si indica gli occhi, come a significare che ha notato il pretendente, mentre con la mano sinistra risponde alle parole d'invito del ragazzo. Le lunghe sciarpe bianche, drappeggiate intorno ai loro corpi, sono segno del legame d'amore che li sta avvolgendo. Un lembo della sciarpa del giovane si protende verso la casa della ragazza.
La seconda scena si svolge all'interno: i due hanno contratto il matrimonio (ne sono segni evidenti l'incrociarsi delle loro braccia dietro la scacchiera e la sciarpa bianca che è diventata unica) e sono intenti alle prime schermaglie amorose, rappresentate proprio dalla partita a scacchi. Due gruppi attorniano la coppia: a sinistra gli amici e compagni di lui e a destra le amiche e compagne di lei. La sposa si volge verso una donna, che sembra più adulta, per chiederle consiglio. La scacchiera ha forma rettangolare e i pezzi sono tutti neri, segno ulteriore che l'artista ha rivolto scarsa attenzione alla partita di scacchi e l'ha considerata non in ambito reale ma strettamente simbolico. I volti, ben caratterizzati, fanno pensare a ritratti di persone reali. Il tipo di acconciatura e la moda degli abiti indicano che i due pannelli furono dipinti nel periodo senese di Liberale da Verona.
L'opera si colloca all'occaso del periodo del gotico fiorito o gotico cortese (linearità ancora presente nelle pieghe delle vesti, acconciature bionde fortemente arricciate) e l'alba del Rinascimento (primi accenni di una prospettiva). Dipinti probabilmente su commissione, i due pannelli sono ora incorniciati da preziose cornici rinascimentali - molto simili fra loro - scolpite e dorate a foglia d'oro zecchino: segno che probabilmente abbandonarono presto la loro destinazione originale, per assumere quella di opere d'arte in sé, quindi separate dal cassone per cui furono realizzate e forse anche separate fra loro.